# 長春國民暨兒童運動中心
長春國民暨兒童運動中心是位於臺灣臺中市南區長春公園的國民運動中心。競技運動館位於公共游泳池原址，休閒運動館則在長春公園土地公廟旁，為目前臺中市國民運動中心裡唯一擁有室外游泳池的場館；競技運動館是一座地下1層、地上5層的建築，總建築面積為8395平方公尺。休閒運動館為一座地下1層、地上3層的建築，總建築面積為1446平方公尺，1樓規劃為社區活動中心。2017年6月11日動土，2020年9月開始試營運。

## 設施介紹

### A棟
- B1：室內汽車停車場
- 1F：室內溫水游泳池、烤箱、蒸氣室、兒童池、水療池、冷水池、熱水池、室外機車停車場
- 2F：桌球區、哺乳室
- 3F：綜合球場(1面籃球場或5面羽球場)、壁球室(2間)
- 4F：兒童體適能室
- 5F：體適能中心

### B棟
- 1F：多功能教室
- 2F：多功能教室
- 3F：韻律教室

## 外部連結
- 長春國民暨兒童運動中心 （页面存档备份，存于）
- 臺中市政府運動局-長春國民運動中心